# Seiichiro Kubo
Seiichiro Kubo (久保 征一郎 Kubo Seiichiro?, nacido el 22 de junio de 2001 en Kagoshima) es un futbolista japonés que se desempeña como delantero.

## Trayectoria

### Clubes
| Club            | País  | Año    |
| --------------- | ----- | ------ |
| FC Tokyo        | Japón | 2018 - |
| FC Tokyo sub-23 | Japón | 2018 - |

## Estadística de carrera

### J. League
| Club            | Año   | J. League | J. League | Copa J. League | Copa J. League | Total | Total |
| Club            | Año   | Part.     | Goles     | Part.          | Goles          | Part. | Goles |
| --------------- | ----- | --------- | --------- | -------------- | -------------- | ----- | ----- |
| FC Tokyo        | 2018  | 0         | 0         | 0              | 0              | 0     | 0     |
| FC Tokyo sub-23 | 2018  | 4         | 0         | -              | -              | 4     | 0     |
| Total           | Total | 4         | 0         | 0              | 0              | 4     | 0     |